# Distrito electoral 1 (condado de Cedar, Nebraska)
El distrito electoral 1 (en inglés: Precinct 1) es un distrito electoral ubicado en el condado de Cedar, en el estado estadounidense de Nebraska. En el Censo de 2010, tenía una población de 374 habitantes, y una densidad poblacional de 3,53 personas por kilómetro cuadrado.

## Geografía
El distrito electoral 1 se encuentra ubicado en las coordenadas 42°49′15″N 97°16′42″O / 42.82083, -97.27833. Según la Oficina del Censo de los Estados Unidos, el distrito electoral 1 tiene una superficie total de 106.04 km², de la cual 99.47 km² corresponden a tierra firme, y (6.19 %) 6.57 km² es agua.

## Demografía
Según el censo de 2010, había 374 personas residiendo en el distrito electoral 1. La densidad de población era de 3,53 hab./km². De los 374 habitantes, el distrito electoral 1 estaba compuesto por el 98.13 % de blancos, el 0.27 % de negros, el 0.27 % de amerindios, el 1.07 % de otras razas, y el 0.27 % de dos o más razas. Del total de la población, el 1.07 % eran hispanos o latinos de cualquier raza.